# Kenji Kaido
 (mars 2019).
Kenji Kaido (海道 賢仁, Kaidō Kenji)  est le producteur de la division 1 du département de développement des produits de Sony Interactive Entertainment . 
Kaido a commencé sa carrière dans les jeux vidéos chez Taito en 1987, où il a travaillé en tant que chef de projet et concepteur de jeux en chef sur les titres d'arcade Bonze Adventure, Night Striker, Champion Wrestler, Cameltry, Sonic Blast Man, Warrior Blade et Dead Connection . 
Kaido a ensuite changé de département pour travailler sur la toute première console de karaoké à domicile du monde, la X55 (actuellement appelée MEDIA BOX).  En 1996, il a ensuite travaillé en tant que chef de projet et concepteur de jeu  pour le jeu d'arcade Cleopatra Fortune. 
En 1997, Kaido a quitté Taito et a rejoint Sony Computer Entertainment Inc.  Là-bas, il a commencé à travailler sur le jeu Ape Escape  en tant que concepteur principal et producteur associé. 
Plus récemment, Kaido a été chef de produit et producteur pour Ico en 2001 et Shadow of the Colossus en 2005.  Il a quitté Sony en août 2012.

## Travaux[2]
- Bonze Adventure (1988)
- Night Striker (1989)
- Champion Wrestler (1989)
- Cameltry (1989)
- Sonic Blast Man (1990)
- Warrior Blade (1991)
- Dead Connection (1992)
- Cleopatra Fortune (1996)
- Tombi! (1998)
- Ape Escape (1999)
- Tomba! 2: The Evil Swine Return (2000)
- Ico (2001)
- Shadow of the Colossus (2005)